# Carlos Vilches
Carlos Alfredo Vilches Guzmán (Santiago, 20 de octubre de 1944) es un ingeniero y político chileno. Ha ejercido el cargo de diputado de la República de Chile en representación del Distrito N.º 5, circunscripción III, correspondiente a las comunas de Copiapó, Chañaral y Diego de Almagro en cinco períodos (1990-2006 y 2010-2014).

## Biografía
Está casado y tiene tres hijos.
Cursó la educación media en el Liceo José Toribio Medina de Ñuñoa, en Santiago. Posteriormente estudió ingeniería en metalurgia en la Escuela de Ingeniería de la Universidad Técnica del Estado de Copiapó, donde se tituló en 1973.
Una vez egresado trabajó como jefe de la planta Manuel Antonio Matta de la Empresa Nacional de Minería (Enami), en Copiapó. Fue investigador del Departamento de Metalurgia INTEC, en Santiago. Prosiguió sus funciones como ingeniero del Departamento de Investigaciones y Desarrollo de la Compañía de Acero del Pacífico (CAP) y, luego, como jefe de la planta e ingeniero metalurgista de control de calidad en la misma empresa. Entre 1978 y 1979 trabajó en la compañía minera peruana Cobrex Limitada como jefe del proyecto de construcción del horno de fundición de chatarra de cobres. Además, ocupó el puesto de administrador de la planta Domeyko de la Compañía Minera de Río Huasco hasta 1981. En 1985 fue nombrado gerente de VTI Comunicaciones y concesionario de Entel para Copiapó. Fue gerente de nuevos negocios en la Compañía Explotadora de Minas San Andrés y director de la Compañía Minera Alianza.

## Carrera política
Inició sus actividades políticas en 1986 al participar en la formación del Frente Nacional del Trabajo (FNT), ejerciendo la presidencia por Atacama. Al año siguiente intervino en la formación del partido Renovación Nacional (RN). Entre 1987 y 1988 fue secretario regional ministerial por la III Región. Ese mismo año fue designado gobernador de la Provincia de Copiapó, ejerciendo hasta 1989.
En diciembre de 1989 fue elegido diputado por RN por la III Región de Atacama, Distrito N.º 5 de Copiapó, Chañaral y Diego de Almagro, periodo 1990-1994. Se integró a las comisiones de permanentes de Minería y Energía y de Derechos Humanos, Nacionalidad y Ciudadanía.
En diciembre de 1993 fue reelecto por el mismo Distrito por el periodo 1994-1998. En su labor integró la Comisión Permanente de Minería y Energía. Además, fue miembro de la Comisión Especial de Corfo, la de Desarrollo de la V Región y la de Comercialización de Medicamentos. Participó en la Comisión Investigadora de Irregularidades en la Empresa Nacional del Carbón (Enacar).
En diciembre de 1997 fue nuevamente reelecto, esta vez por el periodo 1998-2002. En esta legislatura perteneció a las comisiones permanentes de Minería y Energía y de Ciencia y Tecnología.
En diciembre de 2001 alcanzó su cuarto periodo consecutivo como diputado por el Distrito N.º 5, por lo que ejerció como parlamentario entre 2002 y 2006. En julio de 2004 integró las comisiones permanentes de Trabajo y Seguridad Social y de Minería y Energía. Participó en las comisiones Investigadora sobre irregularidades en la Casa de Moneda de Chile e Investigadora sobre los Derechos de los Trabajadores. Presidió la Comisión Especial Sobre la Situación Tributaria de la Minería Privada.
En las elecciones parlamentarias de 2005, fue desbancado al interior del partido Renovación Nacional (RN), por el médico René Aedo, ante lo cual intentó inscribir su candidatura en calidad de independiente, siéndole rechazada por el Servicio Electoral (Servel).

## Historial electoral

### Elecciones parlamentarias de 1989
- Elecciones parlamentarias de 1989 a Diputado por el Distrito 5 (Chañaral, Copiapó  y Diego de Almagro)[3]

### Elecciones parlamentarias de 1993
- Elecciones parlamentarias de 1993 a Diputado por el Distrito 5 (Chañaral, Copiapó  y Diego de Almagro)[4]

### Elecciones parlamentarias de 1997
- Elecciones parlamentarias de 1997 a Diputado por el Distrito 5 (Chañaral, Copiapó  y Diego de Almagro) [5]

### Elecciones parlamentarias de 2001
- Elecciones parlamentarias de 2001 a Diputado por el Distrito 5 (Chañaral, Copiapó  y Diego de Almagro) [6]

### Elecciones parlamentarias de 2009
- Elecciones parlamentarias de 2009 a Diputado por el Distrito 5 (Chañaral, Copiapó  y Diego de Almagro) [7]

### Elecciones parlamentarias de 2013
- Elecciones parlamentarias de 2013 a Diputado por el Distrito 5 (Chañaral, Copiapó  y Diego de Almagro)[8]

### Elecciones parlamentarias de 2017
- Elecciones parlamentarias de 2017 a Diputado por el distrito 4 (Alto del Carmen, Caldera, Chañaral, Copiapó, Diego de Almagro, Freirina, Huasco, Tierra Amarilla y Vallenar)[9]